# Varissaari (ö i Norra Karelen, Joensuu, lat 62,88, long 29,44)
Varissaari är en ö i Finland. Den ligger i sjön Höytiäinen och i kommunen Polvijärvi i den ekonomiska regionen  Joensuu ekonomiska region  och landskapet Norra Karelen, i den sydöstra delen av landet, 400 km nordost om huvudstaden Helsingfors. Öns area är 2,8 hektar och dess största längd är 300 meter i nord-sydlig riktning.